# John Dury
John Dury (oder Durie, * 1596 in Edinburgh; † 28. September 1680 in Kassel) war ein schottischer presbyterianischer Theologe. Die Einigung von Lutheranern und Reformierten war seine Lebensaufgabe.

## Leben und Wirken

### Frühe Jahre
Durie war das vierte Kind von Robert Durie (1555–1616), einem Pfarrer der Church of Scotland, und dessen Frau Elizabeth Ramsey. 1606 wurde sein Vater aus Schottland verbannt und die Familie zog in die Niederlande.
Am 3. August 1611 schrieb sich Durie an der Universität Leiden ein. 1615 oder 1616 besuchte er die Hugenotten-Akademie in Sedan. Durie kehrte nach Leiden zurück und blieb vom September 1616 bis etwa März 1621 am dortigen wallonische College (Waalse College). Dort machte Durie die Bekanntschaft von Petrus Serrarius (1600–1669) und Henri Reneri (1593–1639). Zwischen 1621 und 1623 war er Hauslehrer der Familie des holländischen Kaufmanns Barthelemy Panhuysen, mit der er Frankreich bereiste. 1624 soll er an der University of Oxford studiert haben. Am 15. Oktober 1624 bestand er in Leiden das Examen als Proponent. Kurz darauf wurde Durie Prediger der verbotenen wallonisch-reformierten Kirche im katholischen Köln. Im Februar 1626 gab er diesen Posten auf und kehrt vermutlich nach Schottland zurück, wo seine Mutter wieder lebte.
Etwa 1627 hielt er sich Elbing auf, wo er Sekretär von Jacob Spens (1571–1632), dem englischen Botschafter in Schweden war. 1628 war Durie Pfarrer der dortigen Niederlassung der Company of Merchant Adventurers. In Elbing kam Durie in Kontakt mit Thomas Roe, Samuel Hartlib und Johann Amos Comenius, die sein weiteres Leben beeinflussten. Mit einer Empfehlung von Roe ließ sich Durie im Juni oder Juli 1630 in England nieder.
Mit finanzieller Unterstützung Roes brach Durie im Juli 1631 zu einer Reise durch Deutschland und Polen auf, wobei er hauptsächlich die durch den schwedischen König Gustav II. Adolf im Dreißigjährigen Krieg besetzten Gebiete besuchte. Im April 1633 war Durie bei der Gründung des Heilbronner Bundes zugegen. Im November 1633 kehrte er nach England zurück.
Am 24. Februar 1634 wurde Durie durch Bischof Joseph Hall zum Pfarrer der Church of England ordiniert. Im September 1634 nahm er am Konvent der protestantischen Fürsten in Frankfurt am Main teil. Anschließend hielt er sich bis Februar 1635 in den Niederlanden auf. Im Juli 1635 brach er zu einer sechs Jahre andauernden Reihe von Verhandlungsrunden auf. Bis Mai 1636 befand er sich in den Niederlanden, bis Juli 1638 in Schweden sowie anschließend in Norddeutschland. In Hamburg betraute ihn Roe gelegentlich mit Staatsangelegenheiten.

### Während des englischen Bürgerkriegs
Im Mai 1642 wurde Durie zum Kaplan der neunjährigen Prinzessin Maria ernannt. Die Tochter von Karl I., die kurz zuvor mit Wilhelm II. Prinz von Oranien verheiratet worden war, hielt sich zu dieser Zeit in Den Haag auf. Im Mai 1644, wurde ihm erlaubt den Posten eines Pfarrers der English Merchant Adventurers in Rotterdam anzunehmen.
Im Februar 1645 heiratete er Dorothy Moore (geborene King, um 1613–1664). Ein 1649 geborener Sohn starb etwa 1656. Ihre gemeinsame Tochter Dora Katherina (1654–1677) heiratete 1668, vier Jahre nach dem Tod ihrer Mutter und mit dem Einverständnis ihres Vaters, den verwitweten Henry Oldenburg.
Im August 1645 gab er seinen Posten in Rotterdam auf und nahm seinen, bereits 1643 angebotenen, Sitz in der Westminstersynode ein. Zeitgleich war er Pfarrer an der Kathedrale von Winchester. Von 1647 bis 1649 war er Lehrer von Jakob, Elizabeth (1635–1650) und Henry, den jüngeren Kindern von Karl I.

### Wirken im Commonwealth of England
Nach dem Ende des englischen Bürgerkriegs (1642–1649) und Errichtung des Commonwealth of England (1649–1660) forderte Durie in seiner Schrift Considerations concerning the present Engagement vom 27. November 1649 alle Bürger auf, den von der republikanischen Regierung geforderten Treueeid zu unterzeichnen. Seine Unterstützung der neuen Regierung brachte ihm 1650 unter Bulstrode Whitelocke (1605–1675) den Posten des stellvertretenden Verwalters der ehemaligen königlichen Bibliothek im St James’s Palace ein. 1652 war er auf einer dreimonatigen diplomatische Mission in Schweden. Von 1654 bis 1657 war Durie dauerhaft im Ausland. Er hielt sich, ausgestattet mit parlamentarischen Mitteln und persönlichen Empfehlungen von Oliver Cromwell, in der Alten Eidgenossenschaft, in Deutschland und in den Niederlanden auf.

### Nach der Wiederherstellung der Monarchie
Nach der Proklamierung von Karl II. als neuer Monarch versuchte er vergeblich in A declaration of John Durie (1660) das neue Regime davon zu überzeugen, dass er im Herzen immer ein Royalist geblieben sei. Durie verlor sein Bibliotheksamt. Alle seine Anträge an das Königshaus mit Bitten um Unterstützung blieben unbeantwortet. Im Februar 1661 verließ Durie, ohne seine Familie, England. Er zog zunächst in die Niederlande, dann nach Deutschland und in die Schweiz.
1663 bot ihm Hedwig Sophie, die Landgräfin von Hessen-Kassel, Unterkunft und finanzielle Unterstützung an. Von Kassel aus nahm Durie weitere elf Jahre an protestantischen Kolloquien teil. Ein Besuch in Berlin im Jahr 1668 endete mit seiner Vertreibung aus dem Land Brandenburg durch Kurfürst Friedrich Wilhelm. Nach 1674 blieb Durie bis zu seinem Lebensende in Kassel.

## Schriften (Auswahl)
- De pace inter evangelicos procuranda sententiae quatuor. London 1638 (Digitalisat, Digitalisat).
- A briefe relation of that which hath been lately attempted to procure ecclesiastical peace amongst Protestants. London 1641 (Volltext, Digitalisat).
- Epistolica dissertatio quam Iohannes Duraeus, euangelicae concordiae procurandae ergodioctes misit authoribus Calvinismi […]. London 1641.
- Consultatio theologica super negotio pacis ecclesiasticae promovendo, exhibita submissaq; judicio reverendae facultatis theologicae in academia Regia Upsaliensi. London 1641 (Digitalisat).
- A memoriall concerning peace ecclesiasticall amongst protestants. London 1641 (Volltext).
- A summary discourse concerning the work of peace ecclesiasticall, how it may concurre with the aim of a civill confederation amongst Protestants […]. Cambridge 1641 (Volltext).
- John Dury his petition to the Honourable House of Commons in England, now assembled in Parliament. London 1641 (Volltext).
- A motion tending to the publick good of this age and of posteritie […]. London 1642 (Volltext) – herausgegeben von Samuel Hartlib.
- Englands thankfulnesse, or, An Humble remembrance presented to the Committee for Religion in the High Court of Parliament with thanksgiving for that happy pacification betweene the two kingdomes by a faithfull well-wisher to this church and nation. London 1642 (Volltext, Digitalisat).
- Certaine considerations shewing the necessity of a correspondencie in spirituall matters betwixt all Protestant churches. [London] 1642 (Volltext).
- A petition to the Honourable House of the Commons in England now assembled in Parliament […]. London 1642 (Volltext).
- A copy of Mr. John Duries letter presented in Sweden to the truly noble and religious Lord Forbes […]. London 1643 (Volltext) – herausgegeben von Samuel Hartlib.
- The copy of a letter written to Mr. Alexander Hinderson. London 1643 (Volltext) – Brief an Alexander Henderson.
- An epistolary discourse […]. London 1644 (Volltext).
- Madam, although my former freedom in writing might rather give me occasion to beg pardon for a fault committed[…]. [London 1644] (Volltext).
- Israels call to march out of Babylon unto Jerusalem: opened in a sermon before the Honourable House of Commons assembled in Parliament, Novemb. 26, 1645, being the day of publique humiliation. London 1646 (Volltext, Digitalisat).
- A model of church-government: or, The grounds of the spirituall frame and government of the house of God […]. London 1647 (Volltext, Digitalisat).
- Considerations tending to the happy accomplishment of Englands reformation in church and state […]. London 1647 (Volltext) – herausgegeben von Samuel Hartlib.
- A peace-maker without partiality and hypocrisie […]. London 1648 (Volltext).
- A seasonable discourse […] upon the earnest requests of many […]. London 1649 (Volltext, Digitalisat) – herausgegeben von Samuel Hartlib.
- A case of conscience concerning ministers medling with state matters in or out of their sermons resolved more satisfactorily then heretofore. London 1649 (Volltext).
- A case of conscience resolved: concerning ministers medling with state matters in their sermons […]. London 1649 (Volltext, Digitalisat).
- The reformed school. London [1649?] (Volltext).
- Considerations concerning the present Engagement, whether it may lawfully be entered into; yea or no? London 1649 (Volltext).
  - 4. Auflage, London 1650 (Digitalisat).
- A pack of old Puritans. Maintaining the unlawfulness & inexpediency of subscribing the new engagement […]. London 1650 (Volltext, Digitalisat).
- A second parcel of obiections against the taking of the engagement answered […]. London 1650 (Volltext).
- Just re-proposals to humble proposals […]. London 1650 (Volltext).
- Objections against the taking of the engagement answered […]. London 1650 (Volltext).
- The unchanged, constant and single-hearted peace-maker drawn forth into the world […]. London 1650 (Volltext).
- Conscience eased: or, the main scruple which hath hitherto stuck most with conscionable men, against the taking of the Engagement removed […]. London 1651 (Volltext).
- The reformed school: And the reformed library keeper. London 1651 (Digitalisat).
- An epistolical discourse, from Mr John Dury to Mr Sam: Hartlib […]. In: [Anonym]: Clavis apocalyptica: or, The revelation revealed […].
  - 1. Auflage 1651 (Digitalisat).
  - 2. Auflage 1651 (Digitalisat).
- The reformed spiritvall husbandman: With an humble memorandum concerning Chelsy Colledge. And a correspondencie with forreign Protestants. London 1652 (Volltext, Digitalisat) – mit Samuel Hartlib.
- Eikonoklastēs, ou, Réponse au livre intitulé Eikon basilikē. London 1652 (Digitalisat) – Übersetzung von John Miltons Eikonoklastes (1649).
- A demonstration of the necessity of settling some Gospel-Government amongst the churches of Christ in this nation. London 1654 (Volltext, Volltext, Digitalisat).
- A summarie platform of the heads of a body of practicall divinity […]. London 1654 (Volltext).
- An earnest plea for a Gospel-communion in the way of godliness, which is sued for by the Protestant churches of Germanie, unto the churches of Great Brittaine and Ireland […]. London 1654 (Volltext).
- Concordiae inter evangelicos quaerendae consilia […]. London 1654 (Digitalisat).
- Irenicum: In quo casus […]. London 1654 (Digitalisat).
- A case of conscience, whether it be lawful to admit Jews into a Christian common-wealth? London 1656 (Volltext).
- Syllabus documentorium quae ab ecclesiis & magistratibus per Helvetiam & Germaniam euanglicis, ad concordiae ecclesiasticae studium inter sese & apud exteros suis suffragiis excitandum & promovendum tradita sunt. London 1656 (Digitalisat).
- Certain positions concerning the fundamentals of Christianity which brings salvation to all that entertain them. London 1657 (Volltext) – anonym.
- A summarie account of Mr. Iohn Dury's former and latter negotiation for the procuring of the true gospell peace with Christian moderation and charitable unity amongst the Protestant churches and academies. London 1657 (Volltext).
- The effect of Master Dury’s negotiation for the uniting of Protestants in a Gospell interest in brief is this. [London 1657] (Volltext, Digitalisat).
- The earnest breathings of forreign Protestants, divines & others, to the ministers and other able Christians of these three nations for a compleat body of practicall divinity […] and an essay of a modell of the said body of divinity. London 1658 (Volltext, Digitalisat).
- An information, concerning the present state of the Jewish nation in Europe and Judea. Wherein the footsteps of Providence preparing a way for their conversion to Christ, and for their deliverance from captivity, are discovered. London 1658 (Volltext, Digitalisat).
- Lettre du sieur Jean Dury touchant l’estat présent de la religion en Angleterre, Escosse et Irlande. London 1658 (Digitalisat).
- The interest of England in the Protestant cause. London 1659 (Volltext, Digitalisat).
- A declaration of John Durie, a minister of Jesus Christ to witness the gospell of peace wherein he doth make known the truth of his way and comportment in all these times of trouble. London 1660 (Volltext).
- The plain way of peace and unity in matters of religion […]. London 1660 (Volltext).
- Consultationum irenicarum Prodiorthōsis: Sive Acta tractatuum de mediis concordiae evangelicae procurandis […]. J. H. Boom, Amsterdam 1664 (Digitalisat) – Antwort auf Johann Conrad Dannhauers und Balthasar Bebels Nuncius nuncio-britannico Johann. Duraeo missus (1664).
- Appellatio ad tribunal supremi Judicis Jesu Christi Domini Nostri […]. Amsterdam 1665 – weitere Antwort an Dannhauer.
- Brevis disquisitio de doctrinis veri christianismi fundamentalibus. 1672 (Digitalisat).
- The Dutch remonstrance concerning the proceedings and practices of John de Witt, pensionary, and Ruwaert van Putten […]. London 1672 (Volltext).
- Touchant lʼintelligence de lʼapocalypse par lʼapocalypse mesme. Kassel 1674.
- Le véritable Chrétien. Kassel 1676.